# Dunira punctimargo
Dunira punctimargo är en fjärilsart som beskrevs av Alfred Ernest Wileman 1911. Dunira punctimargo ingår i släktet Dunira och familjen nattflyn. Inga underarter finns listade i Catalogue of Life.